# Łokomotyw-Birzuła Kotowsk
Łokomotyw-Birzuła Kotowsk (ukr. Футбольний клуб «Локомотив-Бірзула» Котовськ, Futbolnyj Kłub "Łokomotyw-Birzuła" Kotowśk) – ukraiński klub piłkarski z siedzibą w Kotowsku, w obwodzie odeskim.

## Historia
Chronologia nazw:
- 193?—1998: Łokomotyw Kotowsk (ukr. «Локомотив» Котовськ)
- 1998—1999: Birzuła Kotowsk (ukr. «Бірзула» Котовськ)
- 1999—...: Łokomotyw-Birzuła Kotowsk (ukr. «Локомотив-Бірзула» Котовськ)

Drużyna piłkarska Łokomotyw Kotowsk została założona w mieście Kotowsk w latach 30. XX wieku. Zespół występował w rozgrywkach lokalnych. W 1938 startował w Pucharze ZSRR. Potem z przerwami występował w rozgrywkach o mistrzostwo i Puchar obwodu odeskiego. W 1998 zmienił nazwę na Birzuła Kotowsk, a w 1999 na Łokomotyw-Birzuła Kotowsk.

## Sukcesy
- 1/256 finału Pucharu ZSRR:

1938